# Contos de Terramar
Gedo Senki (ゲド戦記, Contos de Terramar, no Brasil e Portugal) é um filme japonês de animação de fantasia, dirigido por Goro Miyazaki e produzido pelo Studio Ghibli.
O filme foi baseado nos quatro primeiros livros A Wizard of Earthsea, The Tombs of Atuan, The Farthest Shore, e Tehanu da franquia Terramar escritos pela autora Ursula K. Le Guin. O título do filme, surgiu da colecção de histórias curtas, Tales from Earthsea, publicadas em 2001. O enredo é "completamente diferente" de acordo com a autora Ursula K. Le Guin, que disse ao director Gorō Miyazaki, "Não é meu livro. É seu filme. É um bom filme", apesar da sua decepção com o resultado final.

## Enredo
Algo estranho e assustador paira sobre o Reino de Terramar. Com a vinda de dragões de terras distantes, o mundo humano e dos dragões não devem ser tocados. Quando este fenômeno ocorre, Ged, um dos arquimagos mais poderosos do mundo, decide investigar o que acontece. Em sua jornada, ele conhece Arren, um jovem príncipe, vítima de seus fantasmas do passado que lhe atormentam um lado escuro que o assombra, e em momentos críticos, concede o poder do ódio e a crueldade. Esse poder é usado para proteger Theru, uma jovem misteriosa, arisca no inicio mas após conhece-lo melhor, fica ao seu lado. No entanto, o ódio e a crueldade de Arren atraem o olhar de Cob, rival de Ged, e como um dos mais poderosos feiticeiros das trevas do Reino tenta se aproveitar dos poderes dele em busca de vingança e mais poder.

## Elenco
| Personagem       | Dubladores      |
| ---------------- | --------------- |
| Ged              | Bunta Sugawara  |
| Arren            | Junichi Okada   |
| Theru            | Aoi Teshima     |
| Tenar            | Jun Fubuki      |
| Cob              | Yūko Tanaka     |
| Hare             | Teruyuki Kagawa |
| Rei de Enland    | Kaoru Kobayashi |
| Rainha de Enland | Yui Natsukawa   |

## História
Este filme do Studio Ghibli foi a primeira adaptação em anime da franquia Terramar. No passado, muitos diretores, incluindo Hayao Miyazaki, tinham tentado adaptar o ciclo de Terramar para o cinema, mas foram reprovados pela própria autora. Quando Le Guin ouviu pela primeira vez sobre o interesse de Miyazaki em adaptar seu trabalho, ela não tinha visto nenhum de seus filmes e animação associada com a saída da Disney, e acabou recusando seu pedido.
Em 2003, depois de ganhar um Óscar pelo filme A Viagem de Chihiro, Hayao Miyazaki recebeu a aprovação de Le Guin, mas estava ocupado dirigindo O Castelo Andante.  Toshio Suzuki decidiu que o filho de Hayao, Goro Miyazaki, que estava aconselhando sobre o filme, devia ser o director deste filme, mesmo sendo a primeira vez dele dirigindo um filme. Hayao estava insatisfeito com a decisão, achando que Gorō não tinha a experiência necessária. Eles supostamente não falam um com o outro durante a produção do filme, no entanto Hayao reconheceu o trabalho de seu filho após a sua primeira prévia."

## Trailer
Studio Ghibli lançou o primeiro e segundo trailers no site oficial. Um trailer japonês de três minutos foi exibido pela primeira vez nos cinemas japoneses em 24 de fevereiro de 2006. Também mostrado na NTV em 23 de fevereiro de 2006 (o dia em que o trailer foi concluído).) Theo Le Guin, o filho de Ursula K. Le Guin, viu o trailer japonês e disse: "As imagens são realmente lindas. A canção também, não é algo como de Hollywood, mas sim do Studio Ghibli." Os trailers foram feitos por Keiichi Itagaki, que havia sido responsável pelos trailers de todos os outros filmes do Studio Ghibli.

## Banda sonora
A banda sonora de Contos de Terramar foi composta por Tamiya Terashima e lançada pela Tokuma Japan Communications e Studio Ghibli Records como multicanal híbrido SACD-CD em 12 de julho de 2006. Seu código de liberação de TKGA-503 e ASIN é B000FNNOTG. Carlos Núñez foi o colaborador chave da banda sonora, contribuindo com sua ocarina, apito e gaita galega (gaita de fole) em 11 das 21 faixas. A cantora iniciante, Aoi Teshima, cantou duas das faixas. O álbum de acompanhamento, "Melodies from Gedo Senki", foi lançado em 17 de janeiro de 2007 e incluiu faixas inéditas da banda sonora de Gedo Senki e novas faixas de Núñez. Seu código de liberação é SICP-1151 e o ASIN é B000HT1ZLW.

## Recepção
O filme ficou em primeiro lugar nas bilheterias do Japão em sua semana de abertura com um total de mais de 900 milhões de ienes arrecadados, passando Piratas das Caraíbas: O Cofre do Homem Morto (também conhecido como Piratas do Caribe: O Baú da Morte) do segundo lugar, se tornando o filme número um no país por cinco semanas, mas saiu do topo, quando X-Men: O Confronto Final foi lançado. O filme passou para a quarta posição nas bilheteiras no Japão.
Ursula K. Le Guin, a autora da franquia Terra, deu uma resposta mista para o filme em sua revisão em seu site. Le Guin elogiou a animação visual no filme, mas afirmou que o enredo partiu de modo grande que sua história era "completamente diferente, confusamente promulgada por pessoas com os mesmos nomes na minha história." Ela também elogiou certas representações de natureza no filme, mas considerou que os valores de produção do filme não foram tão elevadas como os trabalhos anteriores dirigidos por Hayao Miyazaki, e que a animação do filme estava focada demais em cenas de violência. Sua resposta inicial a Goro Miyazaki foi "Não é meu livro. É seu filme. É um bom filme". No entanto, ela afirmou que o comentário divulgado no blog público do filme não retratava seus verdadeiros sentimentos sobre a grande partida do filme a partir das histórias originais; "levando pedaços fora do contexto, e substituindo as histórias com um enredo completamente diferente..."
A opinião mista de Le Guin do filme é indicativa da recepção geral do filme, particularmente no Japão. No Japão, o filme encontrou tanto defensores fortes quanto detractores. Muitas das opiniões podem ser resumidas em uma resposta aos comentários de Le Guin em seu site, que os pontos fracos do filme foram o resultado de "muita responsabilidade que foi empurrada para alguém não equipada para isso".
A recepção crítica no Japão foi positiva, mas recebeu críticas mistas, se comparando com os outros filmes do Studio Ghibli. Embora em 2007 o filme foi indicado a dois prêmios.
Rotten Tomatoes classificou o filme em 42%.

## Lançamento mundial
Tales from Earthsea foi lançado em alguns cinemas norte-americanos em 13 de agosto de 2010, pela Walt Disney Pictures. O lançamento dos Estados Unidos foi classificado em PG-13 pela Motion Picture Association of America por causa de algumas imagens violentas, tornando-se o primeiro e único filme de animação distribuído pela Disney a ter uma classificação PG-13. É também o segundo filme do Studio Ghibli a receber esta classificação após o filme Princesa Mononoke. O lançamento em DVD aconteceu em 8 de março de 2011.
O filme foi lançado em alguns cinemas do Reino Unido em 3 de agosto de 2007, em ambas versões dubladas e legendadas. O filme não foi lançado como os outros anteriores do Studio Ghibli, foi exibido somente em 23 locais e arrecadou £23,300.  As avaliações foram positivas, mas o filme recebeu críticas misto, quando foi comparado com os outros últimos filmes do Studio Ghibli. Radio Times disse que "não tem o brilho técnico e o sentimentalismo morno de alguns dos primeiros filmes do Studio Ghibli", enquanto o Daily Mirror disse que era "dolorosamente lento" e não é como as obras de Hayao Miyazaki. A revista Empire disse que "Vale a pena assistir o filme." a The Guardian disse que era "Uma peça envolvente da obra."
A distribuidora Optimum Releasing lançou as versões dubladas e legendadas, no mercado britânico em 28 de janeiro de 2008. Para marcar o lançamento, HMV patrocinou o DVD, junto com o prémio da competição, no canal AnimeCentral.
Na Austrália, Tales from Earthsea estreou na Brisbane em 15 de abril de 2007. O filme começou uma turnê de impressão nas grandes cidades em 25 de abril de 2007 e acabou sendo exibido em locais como Brisbane, Sydney, Melbourne, Adelaide e Perth durante meses. Foi notável que ao contrário dos lançamentos anteriores do Studio Ghibli, apenas uma versão legendada foi vista nos cinemas. O DVD foi lançado em 12 de setembro de 2007 pela Madman Entertainment, na versão original japonesa, e inglesa.
Na Espanha, Cuentos de Terramar estreou somente em Madrid e Barcelona em dois cinemas, entre 28 de dezembro de 2007, na versão original japonesa com legendas em espanhol. O DVD foi lançado em 12 de março de 2008 pela Aurum, onde também incluiu a banda sonora.